# Onthophagus taboranus
Onthophagus taboranus là một loài bọ cánh cứng trong họ Bọ hung (Scarabaeidae).